# Produktspecifikation
En produktspecifikation eller kravspecifikation har till uppgift att tydligt specificera mått och övriga krav som ställs på en produkt eller tjänst. Dessa krav sammanställs i ett dokument som sammanfattar beställarens önskemål och krav på funktionen eller produkten som ska framställas. Vanligen är det en köpande kund som gör specifikationen för att säkerställa kvaliteten på en produkt som säljaren eller tillverkaren levererar.
Inom produktutveckling och utveckling av tjänster används kravspecifikationen som ett styrande dokument för hur befintliga eller nya produkter ska utformas. Under utvecklingsprocessen kontrolleras framtagna förslag gentemot kravspecifikationen för att bekräfta att kraven uppfylls. Uppfylls de inte bearbetas detaljer eller koncept tills önskvärt resultat framställts.
En produktspecifikation talar om hur produkten ska te sig för att möta konkurrenter och kundkrav. 